# Jeremías (Zweig)
Jeremías es una obra de teatro escrita por el autor austriaco Stefan Zweig en 1916 y publicada al año siguiente por la editorial Insel. Fue estrenada en 1939 en Nueva York.

## Contenido
Esta fue su primera obra importante y en 1917, con 36 años representó esta obra dramática en nueve cuadros, en Zúrich, en la que se condenaba la guerra. Esta obra de tendencias pacifistas sólo podía representarse en aquel entonces en un país neutral, como Suiza.
Su amigo Romain Rolland, otro pacifista expatriado, dijo de esta producción a la hora de su estreno que era el mejor ejemplo «de esa augusta melancolía que sabe ver por encima del drama sangriento de hoy, la eterna tragedia de la humanidad».
Zweig predica para que Europa salga de su inmovilidad frente a la destrucción. En su obra pacifista inspirada en la Biblia y dedicada al sufrimiento moral dice «demostrar como los jefes desvían a los pueblos hacia los caminos del odio, como los pueblos ávidos de conquistas se burlan de los sabios que profetizan la desgracia, como del caos de las pasiones puede nacer un orden superior, y por qué una derrota terrenal contiene la promesa de una victoria espiritual».
Con un éxito inmediato, es la primera vez que un autor se compromete a defender la Europa de la inteligencia, el arte y la paz.
En la obra el autor coloca a los vencedores en el centro de atención y presenta su punto de vista, pero en realidad desde esta perspectiva muestra la fuerza moral de los vencidos y convierte la batalla perdida en símbolo de los ideales humanos. El mismo tema será punto de partida para una larga lista de biografías.